# 暗影帝国
《暗影帝国》是2020年策略游戏，由VR Designs开发，Slitherine Software发行，对应Microsoft Windows平台。游戏由Victor Reijkersz独自耗时四五年制作。
据Metacritic统计，《暗影帝国》获得积极评价。